# タナー・ドッドソン
タナー・ドッドソン （Tanner Dodson, 1997年5月9日 - ）は、アメリカ合衆国カリフォルニア州サクラメント出身のプロ野球選手（投手、外野手）。右投両打。MLBのタンパベイ・レイズ傘下所属。

## 経歴
ジェスイット高等学校時代より投手の外野手の二刀流選手としてプレーしている。2015年のMLBドラフト31巡目（全体929位）でニューヨーク・メッツから指名されたが、この時は入団せずにカリフォルニア大学バークレー校へ進学した。
2018年のMLBドラフト2巡目追補（全体71位）でタンパベイ・レイズから指名され、プロ入り。契約後、傘下のA-級ハドソンバレー・レネゲーズでプロデビュー。投手としては9試合に登板して1勝0敗1セーブ、防御率1.44、25奪三振を記録し、野手としては49試合に出場して打率.273、2本塁打、19打点、8盗塁を記録した。